# SpaceX Super Heavy

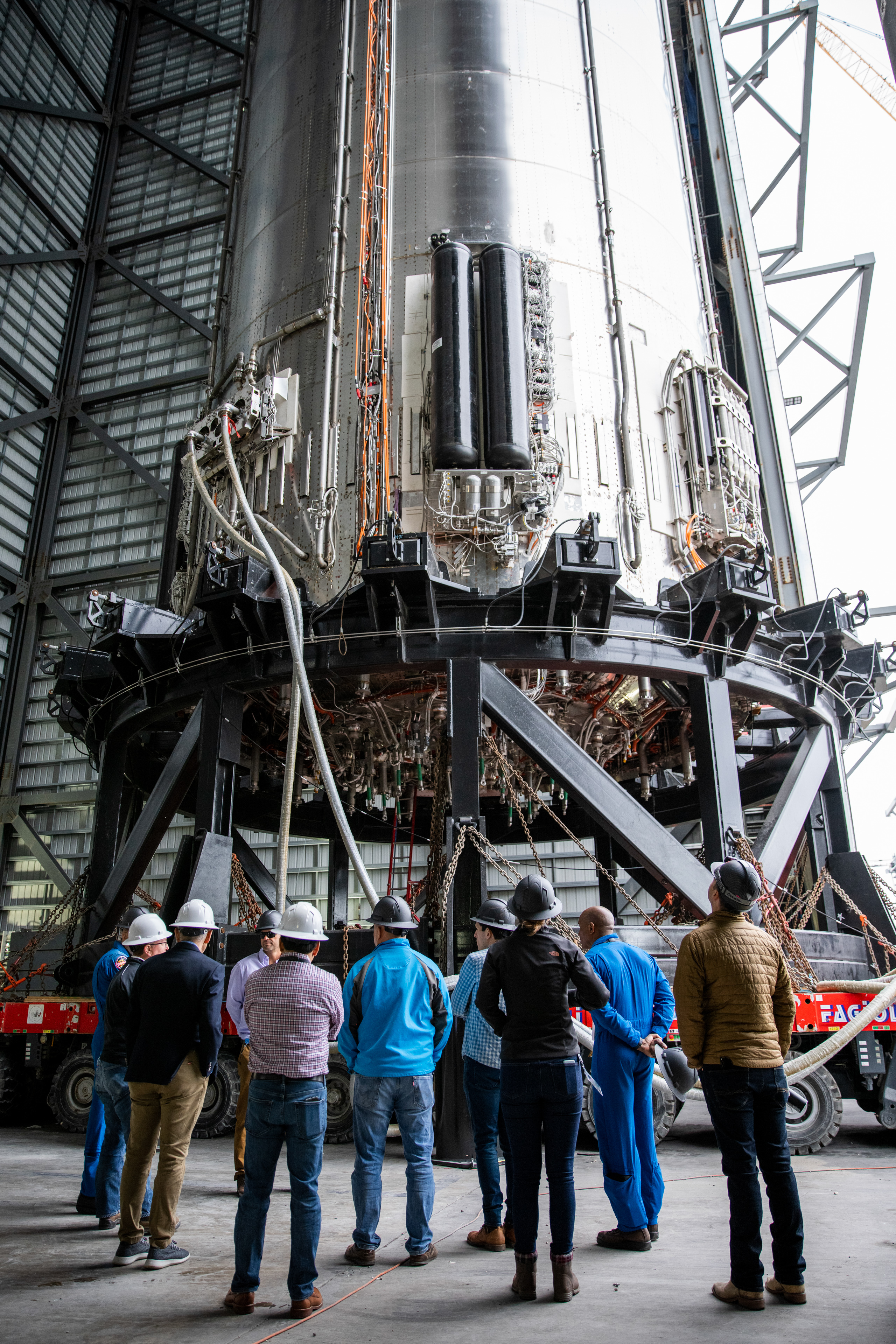
Нижня частина прискорювача Super Heavy перед встановленням двигунів

Super Heavy — це перший ступінь надважкого ракето-носія SpaceX Starship, яка складається з двох ступенів (верхній ступінь - Starship) . Станом на 2024 рік прототипи Super Heavy проходять льотні випробування . Super Heavy вперше здійснив політ 20 квітня 2023 року під час першої спроби орбітального запуску ракети Starship. 

## Виробництво
Виробничий процес починається з рулонів сталі, які розгортаються, розрізаються та зварюються вздовж краю, щоб створити циліндр з 9 м (30 фут) в діаметрі, 1,829 м (6,00 фут) у висоту та 3,97 мм (0,156 дюйм) товщиною,  і близько 1600 кг ( 3 600 фунт ) у масі.
Ці кільця складають одне на одне та  зварюються по краях, щоб утворити зовнішній шар ракети. Всередині баки з метаном і киснем розділені спільним куполом  з центральною трубою «спуску» через кисневий бак, що подає метан до розподільного колектора прямо над двигунами. Перед остаточним складанням ребра решітки додаються до проміжного ступеня, а аеродинамічні поверхні додаються після укладання паливних баків. 
Після кріогенних випробувань встановлюють двигуни , а потім вентильований проміжний каскад.  

## Конструктивні особливості
Super Heavy має 71 м (233 фут) у вистоту, 9 м (30 фут) у ширину,  і складається з чотирьох загальних секцій: секції двигунів, паливного баку, кисневого баку та міжступеневої частини. 
Ілон Маск заявляв, що остаточний дизайн матиме суху масу від 160 т (350 000 фунт) до 200 т (440 000 фунт), при вазі цистерн  80 т (180 000 фунт) і проміжної частини — 20 т (44 000 фунт).  Також, за його словами,  в майбутньому прискорювач  може мати ще більшу висоту.

### Паливні баки
Паливні баки на Super Heavy розділені спільною перегородкою, подібною до тих, що використовуються на ступенях S-II і S-IVB на ракеті Saturn V.   Кисневий бак має чотири прикріплені стінки, які захищають COPV, CO2  баки для гасіння пожежі, а також забезпечують підйомну силу під час спуску. 
Повідомляється, що баки ракетоносія вміщують 3 600 т (7 900 000 фунт) палива, що складається з 2 800 т (6 200 000 фунт) рідкого кисню і 800 т (1 800 000 фунт) рідкого метану. Однак, місткість прототипу прискорювача становить лише 3 400 т (7 500 000 фунт) . 

### Двигуни
Нижня секція налічує 33 двигуни Raptor. Вони розташовані трьома концентричними кільцями.  Зовнішнє кільце має 20 двигунів та виконане в конфігурації "Raptor Boost", у якій відсутня можливість керування вектором тяги, що зроблено для зменшення ваги. 
У Raptor використовується повнопоточний поетапний цикл згоряння, який включає як кисневі, так і метанові турбонасоси.   До 2014 року лише дві конструкції повнопотокових ракетних двигунів внутрішнього згоряння були настільки просунуті, щоб пройти випробування на випробувальних стендах: радянський проект РД-270 у 1960-х роках і демонстраційний пристрій Aerojet Rocketdyne Integrated Powerhead Demonstrator у середині 2000-х років. 
На повній потужності всі двигуни видають разом 75,9 МН (17 100 000 фунтс)   тяги.  Однак Raptor 3 може збільшити тягу до 90 МН (20 000 000 фунтс).    Без двигунів прискорювач Super Heavy приблизно на 3 метри коротший. 

### Розділення ступенів ракети та керування
Частина, де розміщений механізм розʼєднання між першим ступенем та другим, також оснащена чотирма рулями решіткового типу  з електричним приводом, кожне з масою в 3 т (6 600 фунт) .  Сусідні пари ребер сітки розташовані лише на відстані шістдесят градусів одна від одної, а не ортогонально (як у випадку з Falcon 9 ), щоб забезпечити більш кращі характеристики.  На відміну від Falcon 9, решітки не складаються і залишаються витягнутими під час всього польоту як в русі від Землі, так і назад.  Під час бездвигунного польоту в космічному вакуумі управління забезпечується холодними газовими двигунами.   Проміжний ступінь також має виступаючі точки жорсткості, розташовані між ребрами решітки, що дозволяє піднімати ракету-носій або захоплювати її пусковою вежею за жопомогою "Mechazilla". 
Після першого випробувального польоту Starship усі прискорювачі мають додатковий вентильований проміжний ступінь заввишки 1,8 м для забезпечення гарячого розділення  .  Під час  гарячого розділення Super Heavy вимикає всі свої двигуни, крім трьох    тоді як другий ступінь запускає всі свої двигуни перед відділенням.  «Гаряче кільце» містить захисний купол, який захищає верхню частину Super Heavy від двигунів другого ступеня.   Ілон Маск стверджував, що ця зміна може призвести до збільшення корисного навантаження на низьку навколоземну орбіту на 10%. 

## Принцип роботи
Приблизно за годину тридцять сім хвилин до польоту надважкий прискорювач починає завантажувати паливо.  На позначці T – 19:40 починається охолодження двигунів.  Це необхідно для захисту турбонасосів двигуна від теплового удару. За три секунди до польоту починається послідовність запуску тридцяти трьох двигунів. 
Після зльоту двигуни працюють протягом 169 секунд, після чого 30 двигунів вимикаються, залишаючи лише три центральні двигуни, що працюють на 50% тяги.  Другий ступінь ракетоносія запалює свої двигуни ще до моменту розділення, протягом якогось періоду після запалення двигунів відокремлюється, а прискорювач обертається для зворотного розгону. Для цього Super Heavy використовує 13 центральних двигунів протягом 54 секунд.  Приблизно за шість хвилин до польоту двигуни знову запалюються , і прискорювач підхоплюється парою механічних рук "Mechazilla".

## Розвиток та побудовані "льотні" прототипи
| Імʼя   | Перша поява     | Перше статичне вогневе випробування | Перший політ прискорювача | Виведено з використання (або знищено) | Місце зірки      | Статус випробування                           | Примітки                                                          | Кількість польотів |
| ------ | --------------- | ----------------------------------- | ------------------------- | ------------------------------------- | ---------------- | --------------------------------------------- | ----------------------------------------------------------------- | ------------------ |
| BN1    | Вересень 2020   | —                                   | —                         | 30 березна 2021                       | Бока-чіка, Техас | —                                             | Здано на металобрухт                                              | 0                  |
| BN3/B3 | Березень 2021   | 19 липня 2021                       | —                         | 14 серпня 2021                        | Бока-чіка, Техас | —                                             | Здано на металобрухт                                              | 0                  |
| B4     | 3 липня 2021    | —                                   | —                         | 25 березня 2022                       | Бока-чіка, Техас | —                                             | Стоїть в "Саду ракет"                                             | 0                  |
| B5     | 19 липня 2021   | —                                   | —                         | грудень 2021                          | Бока-чіка, Техас | —                                             | Здано на металобрухт                                              | 0                  |
| B7     | 29 вересня 2021 | 9 серпня 2022                       | 20 квітня 2023            | 20 квітня 2023                        | Бока-чіка, Техас | Знищено в польоті                             | Втрачено                                                          | 1 (1/1)            |
| B8     | 6 жовтня 2021   | —                                   | —                         | січень 2023                           | Бока-чіка, Техас | —                                             | Здано на металобрухт                                              | 0                  |
| B9     | 21 жовтня 2021  | 6 серпня 2023                       | 18 листопада 2023         | 18 листопада 2023                     | Бока-чіка, Техас | Знищено в польоті (після розділення ступенів) | Втрачено                                                          | 1 (1/1)            |
| B10    | липень 2022     | 29 грудня 2023                      | 14 березня 2024           | 14 березня 2024                       | Бока-чіка, Техас | Знищено в польоті                             | Втрачено                                                          | 1 (1/1)            |
| B11    | кінець 2022     | 5 квітня 2024                       | 6 червня 2024             | 6 червня 2024                         | Бока-чіка, Техас | Приводнився після успішного випробування      | Затонув                                                           | 1 (1/1)            |
| B12    | грудень 2022    | 15 липня 2024                       | 13 жовтня 2024            | Ще ні                                 | Бока-чіка, Техас | Успішно повернувся на стартовий майданчик     | В операційному стані (Очікування післяпольотного тестування)      | 1 (1/...?)         |
| B13    | грудень 2022    | 24 жовтня 2024                      | 19 листопада 2024         | 19 листопада 2024                     | Бока-чіка, Техас | Приводнився                                   | Затонув                                                           | 1 (1/1)            |
| B14    | березень 2023   | Ще ні                               | Ще ні                     | Ще ні                                 | Бока-чіка, Техас | Проводяться наземні випробування              | В операційному стані (Очікування випробувань на статичний вогонь) | 0                  |
| B15    | жовтень 2023    | Ще ні                               | Ще ні                     | Ще ні                                 | Бока-чіка, Техас | Проводяться наземні випробування              | В операційному стані (Очікування кріогенного тестування)          | 0                  |
| B16    | березень 2024   | Ще ні                               | Ще ні                     | Ще ні                                 | Бока-чіка, Техас | —                                             | В процесі виготовлення                                            | 0                  |
| B17    | березень 2024   | Ще ні                               | Ще ні                     | Ще ні                                 | Бока-чіка, Техас | —                                             | В процесі виготовлення                                            | 0                  |

- *актуальні дані станом на 13 жовтня 2024 року

### Наземні випробування (BN1-BN3/B3)

#### BN1
BN1 був першим прототипом Super-Heavy Booster, який не призначався для льотних випробувань.  Висота  ~ 70 м (230 фут) ,  тестові вироби виготовлялися протягом осені.  Укрупнення секцій розпочато в грудні 2020 року  BN1 було повністю складено всередині High Bay 18 березня  та списано на металобрухт 30 березня 2021 року
Для наземних випробувань використовувався BN3 (Booster 3)  . Кріогенне тестування було завершено 13 липня 2021 року.   Складання Booster 3 завершили  в High Bay 29 червня 2021 року  , а згодом його перевезли на тестовий майданчик без двигунів.  Згодом було додано три двигуни.
Статичне вогневе випробування проведено 19 липня 2021 року  BN3/Booster 3 був частково списаний на металобрухт 15 серпня 2021 року, тоді як резервуар LOX залишився привареним до випробувального стенда.  Танк LOX був знятий зі стенда 13 січня 2022 року 

### Орбітальні запуски (B4 і наступні)

#### B4–B6

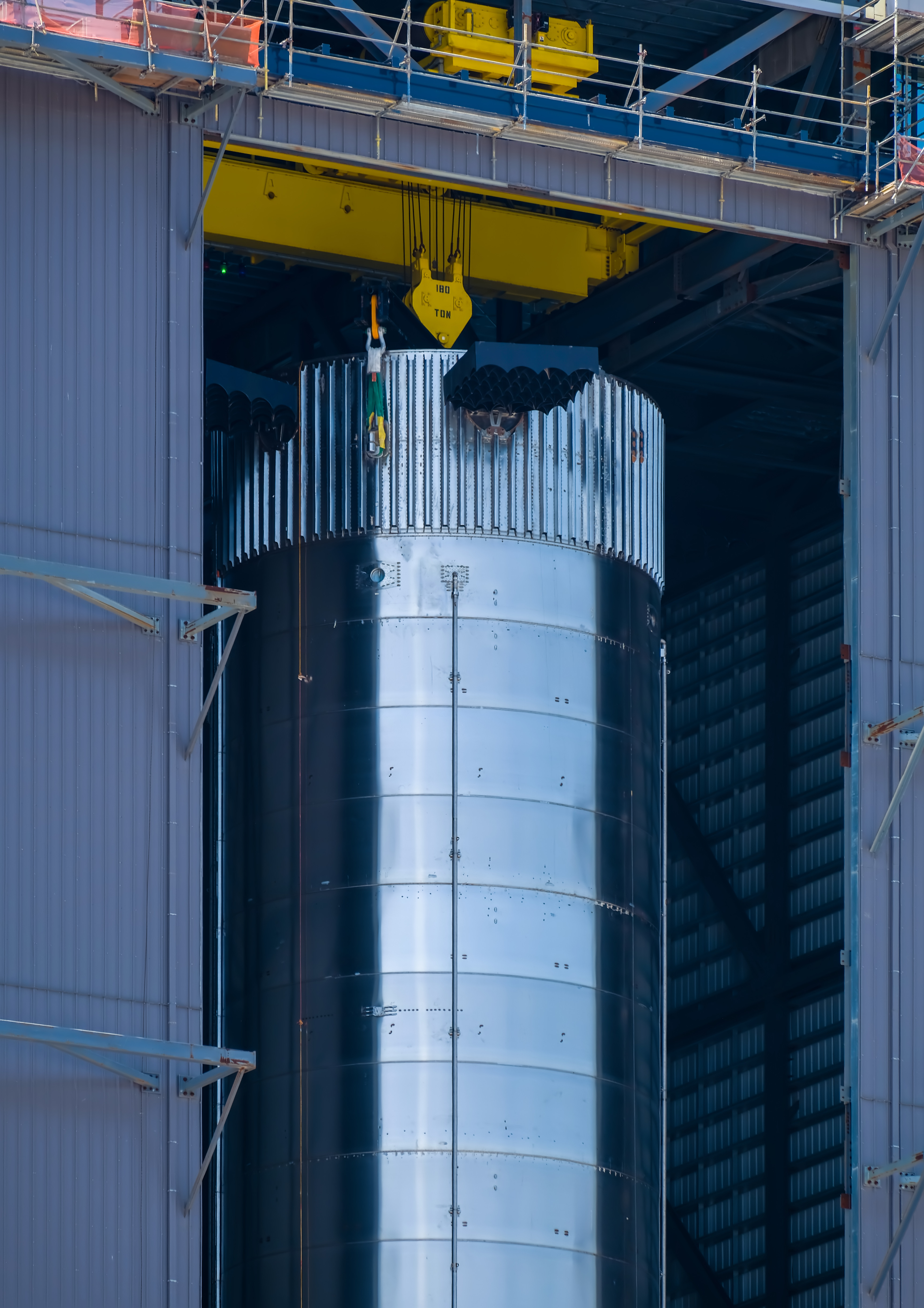
Booster 4 у High Bay

Booster 4 вперше став видимим 3 липня 2021 року. Маск наказав кільком сотням співробітників SpaceX у Готорні переїхати до Бока-Чіка, щоб прискорити розробку SN20, BN4 і орбітальної стартової платформи , щоб спробувати запустити систему Starship до 5 серпня 2021 року  BN4 було повністю укомплектовано 1 серпня, а повний комплект із 29 двигунів  встановлено 2 серпня 2021 року. Решітки решітки були додані для підтримки випробування повторного входу в атмосферу .
SN20 було встановлено на Booster 4 6 серпня 2021 року для тестування на підгонку, що зробило її найвищою повністю інтегрованою ракетою.  Booster 4 був повернутий у High Bay для вторинної проводки. 9 вересня 2021 року Booster 4 знову прибув до місця запуску на вершині кріплення Orbital Launch.  B4 завершив своє перше кріогенне випробування (17 грудня 2021 року),  і пневматичне випробування 19 грудня 2021 року. Він пройшов ще одне кріогенне випробування та кріогенне випробування при повному навантаженні. B4 і корабель 20 були зняті з експлуатації.
Частини для B5 були помічені ще 19 липня 2021 року  Збірка  BN5 була завершена в листопаді, хоча 8 грудня 2021 року B5 було вилучено разом із SN15 та SN16 . Пізніше його знищили.

#### B7
Складові частини для B7 вперше були помічені 29 вересня 2021 року. B7 розмістили на орбітальній стартовій установці 31 березня 2022 рік. Після завершення кріогенного випробування 4 квітня 2022 року його було розміщено на новому випробувальному стенді для "бустерів" 8 квітня 2022 року. B7 завершив ще одне кріогенне випробування 14 квітня 2022 року, але спускна труба зазнала збою та розірвалася. 18 квітня 2022 року B7 повернувся на виробництво для ремонту. 5 травня 2022 року В7 знову встановили на орбітальну стартовому столі. Потім B7 завершив ще два кріогенні випробування 9 та 11 травня 2022 року. Потім його повернули на виробничий майданчик і помістили в новий "Mega Bay 1"  для ремонту та додаткового обладнання та модернізації решіткових рулів та двигунів, а також для встановлення ще двох «chines» або «strakes» (трикутні конструкції, розміщені на кормовій частині для допомоги в аеродинамічному контролі).  11 липня 2022 року B7 зазнав аварії під час спроби 33-го випробування двигунів, що призвело до детонації під двигунами,після чого бустер повернувся до "Mega Bay 1".  4 серпня 2022 року B7 було доставлено назад на орбітальний стартовий майданчик із 20 зовнішніми двигунами Raptor  і 9 серпня 2022 року завершив своє перше випробування статичним вогнем з одним двигуном. B7 завершив 20-секундну статичну пожежу 11 серпня 2022 року, найдовшу  пожежу на прототипі Starship станом  на сьогодні.  Після цих успішних випробувань він повернувся на виробництво, щоб отримати решту 13 двигунів.  23 серпня 2022 року B7 було піднято назад на пускову установку за допомогою системи захоплення та підйому "Mechazilla".  26 серпня 2022 року він пройшов додаткові випробування, включаючи його 13 внутрішніх двигунів. 31 серпня 2022 року з B7 було провденево випробування зі всіма включеними двигунами.  За цим послідували багаторазові випробування керуванням вектору тяги сопливих апаратів двигунів   , 19 вересня 2022 року відбулося  вогневе випробування семи двигунів із змінним вектором тяги  B7 знову повернувся до Мега-Бей 21 вересня 2022 року  Після додаткових оновлень його знову підняли на стартовий майданчик 8 жовтня 2022 року  12 жовтня 2022 року "Ship 24" було поставлено на B7  та вилучено після завершення кількох випробувань на кріогенне навантаження.    Потім B7 завершив випробування кількох двигунів 12 листопада 2023 року , 14 листопада 2022 року — випробування статичним вогнем 14 двигунів  і, нарешті, 29 листопада випробування статичним вогнем 11 двигунів під час автономного герметизації.  9 грудня 2022 року B7 повернувся до "Mega Bay 1"  для подальшого доопрацювання. У січні 2023 року Booster 7 повернули назад до місця запуску, де його поставили разом із "Ship 24" на стартовий майданчик для часткових і повних "репетицій" , перш ніж корабель 24 від’єднали та відправили в "Rocket Garden" для остаточної роботи над TPS. 9 лютого 2023 року Booster 7 був впробуваний, шляхом запалюванням протягом 10-секундний всіх 33 двигунів, у результаті чого 31 із 33 двигунів успішно спрацював протягом повного періоду.  Один з його двигунів був відключений безпосередньо перед тестуванням, а один двигун передчасно вимкнувся. 20 квітня 2023 року він був навмисно знищений під час першого комплексного польотного випробування SpaceX Starship First після втрати контрольованого зв’язку з двигунами корабля.

#### B8
Першу частину прискорювача, шайбу тяги двигуна, помітили 5 жовтня 2021 року. Інші частини B8 спостерігалися 3 лютого 2022 року  Бустер був повністю зібраний 8 липня 2022 року  Він відправився на місце запуску 19 вересня 2022 року  Booster 8 було скасовано в січні 2023 року на користь Booster 9, а гідравлічні силові агрегати Booster 8 були розміщені на Booster 7 разом з іншими частинами. 

#### B9
Шайбу тяги двигуна прискорювача вперше помітили 24 жовтня 2021 року. Транспортний засіб завершив укладання наприкінці 2022 року та був переміщений на кріостанцію OLS 15 грудня 2022 року. 21 грудня 2022 року та 29 грудня 2022 року було проведено два кріогенні тести, обидва з яких пройшли успішно. Бустер було повернуто до Mega Bay 1 10 січня 2023 року. Серед багатьох інших оновлень Booster 9 є першим, у якому представлена система електричного керування вектором тяги (часто скорочено ETVC) двигунів Raptor. Ця система замінює гідравлічні силові агрегати, які використовувалися до Booster 8. 20 липня Booster 9 викочували на місце запуску. Пізніше, в ніч з 20 на 21 липня, його підняли на орбітальний пусковий пристрій для підготовки до випробувальної кампанії.  23 липня Booster 9 провів кріогенний професійний тест на орбітальній стартовій установці.  За цим послідував Spin Prime 4 серпня 2023 року. 6 серпня 2023 року Booster 9 запустив 29 двигунів протягом 2,7 секунди замість запланованих 33 двигунів протягом 5 секунд. Потім його було переміщено з орбітальної пускової установки та повернуто назад до Mega Bay 1, де 16 серпня 2023 року було додано вентильований проміжний ступінь  22 серпня 2023 року B9 повернули на кріплення Orbital Launch Mount, а наступного дня пройшли ще одне початкове випробування.  25 серпня 2023 року Booster 9 зазнав статичного вогню з усіх 33 двигунів, який тривав близько 6 секунд. Під час випробування два двигуни вимкнулися раніше.   5 вересня 2023 року корабель 25 (S25) вперше підняли на B9. 14 вересня 2023 року S25 було видалено з B9, а через тиждень – вентильований проміжний каскад. 26 вересня 2023 року вентильований проміжний каскад був піднятий на B9, щоб його зняли лише 9 жовтня 2023 року. Його було піднято назад на B9 16 жовтня 2023 року разом із S25.  S25 було знято 17 жовтня 2023 року, а потім піднято назад на B9 20 жовтня 2023 року. 22 жовтня 2023 року B9 пройшов два часткові кріогенні випробування, тоді як S25 не тестувався. За цим послідувало випробування на потоп, також 22 жовтня 2023 року  24 жовтня B9 і S25 завершили WDR , після чого в той же день відбулося ще одне випробування на потоп.  26 жовтня 2023 року S25 було видалено з B9, ймовірно, для встановлення FTS .  Через день після цього було видалено вентильований проміжний ярус.  28 жовтня 2023 року вентильований проміжний каскад було встановлено на B9   9 листопада 2023 року було встановлено FTS B9. 10 листопада 2023 року S25 було складено на B9 , а потім виведено з стека 11 листопада 2023 року  Вентильований проміжний ярус був видалений наступного дня.  15 листопада 2023 року вентильований проміжний ступінь було знову прикріплено до B9  після чого було укладено S25 для другого інтегрованого льотного випробування .  Через несправність приводу ребристої решітки S25 було виведено з штабеля 16 листопада, а знову встановлено 17 листопада 2023 року  Наступного дня, у суботу, 18 листопада 2023 року, Booster 9, а також Ship 25 піднялися з увімкненими двигунами о 7:02 за центральноєвропейським часом. Після успішного відділення від S25 B9 був знищений через відмову двигуна під час розгону. 

#### B10 - B12

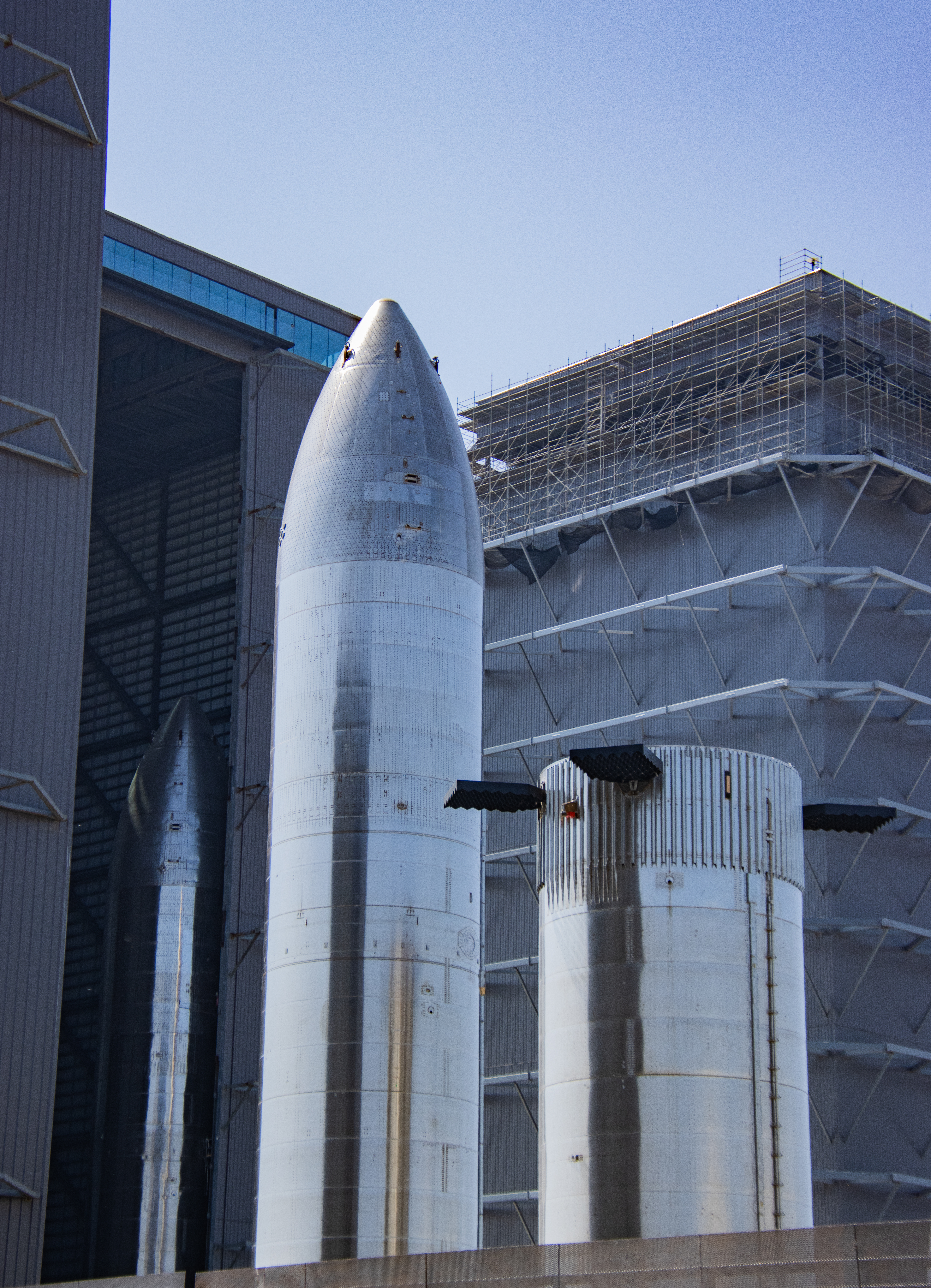
Ребра та гофра на метантенку Booster 10 (праворуч, на передньому плані), 12 березня 2023 р.

B10 і B11 схожі на B9, хоча вони також використовують еліптичні куполи.  B10 був повністю укомплектований у березні 2023 року  У червні 2023 року B11 було повністю укомплектовано, а B12 розпочато складання.  19 липня 2023 року B10 пройшов кріогенний тест. Пізніше його перемістили в ракетний сад, а потім перемістили в Mega Bay 1. Однак 10 вересня 2023 року B10 повернули до компанії Massey на стенд симулятора тяги. Через 3 дні було проведено кріогенний тест.  Станом на 13 вересня 2023 року невідомо, чи використовувався під час випробування імітатор тяги. 20 вересня 2023 року його перемістили назад у Mega Bay 1 для встановлення двигуна та міжступеневої установки. 12 жовтня 2023 року B11 було переміщено на випробувальний майданчик Massey на стенд симулятора тяги, де через два дні він пройшов кріовипробування. Потім його випробували 18 жовтня 2023 року. 19 листопада 2023 року B11 було переміщено назад у Mega Bay 1, імовірно, для встановлення двигуна та міжступеневої установки.  4 грудня 2023 року B10 отримав свій вентильований міжкаскад. 5 грудня 2023 року B10 було переміщено в Rocket Garden , і SpaceX підтвердила, що B10 літатиме на IFT-3 незабаром після цього.  11 грудня 2023 року B12 перемістили на двигунну установку 1  18 грудня 2023 року B10 було переміщено на орбітальний стартовий майданчик , а наступного дня відбувся підйом на OLM.  21 грудня 2023 року була зроблена спроба статичного підпалу, однак її було перервано з невідомих причин.  28 грудня 2023 року B12 було переміщено на стенд симулятора тяги, а потім переміщено до Masseys для кріогенних випробувань.  29 грудня 2023 року B10 провів статичні вогневі випробування 33 двигунів   з подальшим вилученням з OLM 30 грудня 2023 року  2 січня 2024 року B10 повернули на виробничий майданчик.  10 січня 2024 року B12 пройшов своє перше кріогенне випробування , а 12 січня 2024 року він пройшов друге випробування  Вентильований проміжний каскад B10 було видалено 15 січня 2024 року , а B12 було переміщено в ракетний сад у середині січня 2024 року  24 січня 2024 року B12 було переміщено в Mega Bay 1, імовірно, для встановлення двигуна та міжступеневої установки.  26 січня вентильований проміжний каскад B10 був перевстановлений. 
B11 провів свій перший політ 6 червня 2024 року. Він завершився успішно, приводненням в океан.
B12 розпочали збирання в червні 2023 року. 11 грудня 2023 року B12 було переміщено на установку першого двигуна.  28 грудня 2023 року B12 було переміщено на стенд симулятора тяги, а потім переміщено до  Massey для кріогенних випробувань. 10 січня 2024 року B12 пройшов перше кріогенне випробування, а 12 січня 2024 року друге випробування. B12 було переміщено в "ракетний сад" у середині січня 2024 року, а 24 січня 2024 року B12 було переміщено в Mega Bay 1 , імовірно для встановлення двигунів та кільця міжступеневого розділення . 2 лютого 2024 року SpaceX опублікувала зображення, на якому показано, як почався процес встановлення двигунів на B12. B12 викочували до місця запуску 9 липня для статичних вогневих випробувань, після чого того ж дня відбувся підйом на "OLM A". 11 липня B12 пройшов випробування тиском.

#### B13 - B16
Збірка B13 була завершена 3 лютого 2024 року. 25 квітня він був доставлений на випробувальний майданчик Massey для кріогенних випробувань.  B13 завершив свій перший кріогенний тест 26 квітня і другий кріогенний тест 29 квітня. Потім його перемістили до Mega Bay 13 травня і підняли на стенд для встановлення третього двигуна.
11 травня SpaceX опублікувала зображення, на якому видно, що B14 зібрано.

## Тестові прототипи
| Назва   | Перша поява     | Виведено з використання (або знищено) | Місце виготовлення та випробування | Місцерозташування    | Статус               | К-ть випробувань |
| ------- | --------------- | ------------------------------------- | ---------------------------------- | -------------------- | -------------------- | ---------------- |
| TT1     | Січень 2020     | 10 січня 2020                         | Бока-чіка, Техас                   | —                    | Знищено              | 1                |
| TT2     | Січень 2020     | 29 січня 2020                         | Бока-чіка, Техас                   | —                    | Знищено              | 2                |
| BN2.1   | 3 червня 2021   | 25 червня 2021                        | Бока-чіка, Техас                   | Виробничий майданчик | Відновлено           | 2                |
| GSE 4.1 | серпень 2021    | 18 січня 2022                         | Бока-чіка, Техас                   | —                    | Знищено              | 2                |
| B2.1    | жовтень 2021    | 6 грудня 2022                         | Бока-чіка, Техас                   | Виробничий майданчик | Вілновлено           | 3                |
| B6.1    | Грудень 2021    | травень 2023                          | Бока-чіка, Техас                   | —                    | Знищено              | 1                |
| B7.1    | 2022 рік        | Ще ні                                 | Бока-чіка, Техас                   | Massey's             | Частково розібрано   | 6                |
| EDOME   | 2022 рік        | жовтень 2022                          | Бока-чіка, Техас                   | —                    | Знищено              | 2                |
| HSLH    | Липень 2023     | Ще ні                                 | Бока-чіка, Техас                   | Виробничий майданчик | —                    | 2                |
| EDOME 2 | вересень 2023 р | грудень 2023                          | Бока-чіка, Техас                   | —                    | Здано на металобрухт | 1                |

### Загальні тестові прототипи (робочі макети...)
Випробувальний танк 1 (ТТ1) являв собою підмасштабний випробувальний бак, який складався з двох передніх перегородок, з’єднаних невеликою секцією. TT1 використовувався для тестування нових матеріалів і методів будівництва. 10 січня 2020 року TT1 було заповнено водою та перевірено на несправність у рамках випробування температури навколишнього середовища, досягнувши тиску 7,1 бар (103 psi)   .
Test Tank 2 (TT2) був ще одним  тестовим баком, подібним до TT1. 27 січня 2020 року TT2 пройшов випробування тиском при температурі навколишнього середовища, де він досяг тиску 7,5 бар (109 psi), після чого стався витік.  Через два дні він пройшов кріогенний тест на руйнування, розірвавшись при 8,5 бар (123 psi) .  
GSE 4.1 був вперше помічений у серпні 2021 року, і це був перший бак для тестування обладнання наземної підтримки (GSE), побудований із частин GSE 4. Він пройшов кріогенний тест (23 серпня), перш ніж його доправили до "Sanchez's site".  У листопаді 2021 року його відкотили до місця запуску, де він пройшов  кріогенне випробування  (18 січня), де вибухнув під невідомим тиском. 
EDOME був тестовим баком, створеним для випробування плоскіших куполів, які, можливо, будуть використовуватися на майбутніх прототипах Starship. Його перемістили на тестовий майданчик у липні 2022 року, а потім повернули на виробництво наступного місяця, не пройшовши жодних випробувань. Пізніше наприкінці вересня 2022 року його перемістили з виробничого майданчика на випробувальний майданчик "Massey's", де він був пошкоджений під час випробування кріогенним тиском.  Після ремонту він був випробуваний на знищення в кінці жовтня 2022 року/
EDOME 2 був тестовим баком, який, ймовірно, призначений для продовження тестування більш плоского купола. Станом на 4 жовтня 2023 року його офіційне позначення невідоме. Він був протестований один раз, перш ніж був утилізований з невідомих причин. 

### Надважкі тестові баки
BN2.1 було використано 3 червня 2021 року для кріогенних випробувань (8 червня)  та (17 червня). 
B2.1 (не BN2.1) витримав три кріогенні випробування 1, 2 і 3 грудня 2021 року  
B6.1 спочатку мав стати третім надважким баком для запуску, але був перепрофільований як тестовий бак. У травні 2023 року його використовували для випробувань модифікованої системи FTS, після того як FTS на B7 та S24 не змогла знищити його. 
B7.1 був вперше випробуваний на криогенну стійкість 28 червня 2022 року  і повторно випробуваний 19 липня 2022 року  Під час імовірного випробування тиском до відмови через два дні він отримав незначні пошкодження.  Після ремонту він пройшов четверте кріогенне випробування 27 липня 2022 року, п’яте 1 вересня 2022 року та шосте через п’ять днів. Потім він повернувся на виробництво 16 вересня 2022 року  У вересні 2022 року B7.1 було переміщено на випробувальний полігон "Massey", а потім у грудні 2023 року списано на металобрухт 
Hot Stage Load Head (HSLH) — це випробувальний матеріал, призначений для перевірки структурної цілісності міжступеневого ланцюга Super Heavy Boosters 9+.  Його транспортували на випробувальний майданчик "Massey" 30 липня 2023 року  перед завантаженням на випробувальний пристрій "Can Crusher".  У середині жовтня 2023 року його повернули на виробництво, імовірно, для утилізації. 